# プログレスM-9
プログレスM-9はソビエト連邦が1991年にミール宇宙ステーションの補給のために打ち上げたプログレス補給船。ミールに打ち上げられた64機のプログレスのうち27機目で、プログレス-M 11F615A55型であり、シリアル番号は210番だった。

## 搭載貨物
ミール第9次長期滞在のクルー向けの食料、水、酸素や科学実験用の物品、軌道補正やマニューバ用の燃料を搭載していた。また、地球へ試料や物品を持ち帰るためのVBKラドゥガを積んだ3機目のプログレスである。

## 運用
プログレスM-9は1991年8月20日22時54分10秒(GMT)にバイコヌール宇宙基地1/5発射台からソユーズ-U2で打ち上げられた。2日間の飛行の後、8月23日0時54分17秒(GMT)にミールコアモジュールの前方ポートにドッキングした。
38日間のドッキング中、ミールは379kmから396kmの高度、51.6度の傾斜角の軌道を飛行していた。プログレスM-9は同年9月30日1時53分0秒(GMT)にミールからドッキングを解除し、6時間後の7時45分に太平洋上で大気圏に再突入し破壊された。VBKラドゥガのカプセルはカザフ・ソビエト社会主義共和国に8時16分24秒に着陸した。

## 註
1. 1 2 3 4  McDowell, Jonathan. “Satellite Catalog”.   Jonathan's Space Page. 2009年8月28日閲覧。
2. ↑  “Progress M-9”. NSSDC Master Catalog.   US National Space Science Data Center. 2009年8月28日閲覧。
3. ↑  Krebs, Gunter. “Progress-M 1 - 13, 15 - 37, 39 - 67 (11F615A55, 7KTGM)”.   Gunter's Space Page. 2009年8月28日閲覧。
4. 1 2  McDowell, Jonathan. “Launch Log”.   Jonathan's Space Page. 2009年8月28日閲覧。
5. 1 2  Anikeev, Alexander. “Cargo spacecraft "Progress M-9"”.   Manned Astronautics - Figures & Facts. 2007年10月9日時点のオリジナルよりアーカイブ。2009年8月28日閲覧。
6. 1 2  Wade, Mark. “Progress M”.   Encyclopedia Astronautica. 2016年7月11日閲覧。